# Castletownshend
Castletownshend (en irlandès Baile an Chaisleáin) és un llogaret d'Irlanda, al comtat de Cork, a la província de Munster. Es troba a 8 kilòmetres de Skibbereen. La vila es va formar al voltant d'un petit castell del segle xvii construït per Richard Townsend. El castell està obert al públic com a bed and breakfast.
El carrer principal de la ciutat, ple de grans cases del segle xviii, transcorre per un turó fortament inclinat que condueix al port i el castell de Castlehaven. L'església de Saint Barrahane domina la ciutat i és coneguda pels seus vitralls, alguns der Harry Clarke, i pel festival de música clàssica que ha patrocinat cada any des de 1980.

## Personatges
Castletownsend era la llar d'Edith Anna Somerville, coautora de les sèries de novel·les humorístiques sobre la vida irlandesa l'any 1900. La seva casa, Drishane House, està oberta a la visita pública i acull una exposició d'articles relacionats amb la seva vida i obres.
L'oncle d'Edith Anna Somerville, Sir Joscelyn Coghill (1826–1905) va ser un patró ben conegut de fotografia antiga, sent un dels fundadors de la Royal Hibernian Photographic Society d'Irlanda (1854). Al llarg de la seva vida va fotografiar bona part de la finca de Drishane.
Sir Patrick Alphonsus Buckley (1841 – 1896) va néixer vora la vila al townland de Gortbrack. Quan era estudiant a la Universitat Catòlica de Lovaina fou voluntari de la Brigada Irlandesa Papal i fou fet presoner defensant els Estats Pontificis. Més tard va emigrar a Nova Zelanda on fou nomenat secretari colonial i fiscal general. La seva germana Ellen Buckley es casà amb el famós fenià Jeremiah O'Donovan Rossa.

## Pesca i navegació
L'entrada del mar té un port protegit per a vaixells de pesca i iots. És un popular port d'escala per als iots de creuer en els mesos d'estiu.